# Колония Ню Хейвън
Колонията Ню Хейвън е малка английска колония в Северна Америка от 1637 до 1664 г., в част от това, което днес е щатът Кънектикът.
Може да се каже, че историята на колонията е серии от разочарования и провали. Най-сериозният проблем е, че колонията Ню Хевън никога не е притежавала юридическо право да съществува, тоест харта. По-голямата и по-силна колония на север в Кънектикът в действителност има харта, така че Кънектикът е бил доста агресивен, използвайки своето военно превъзходство, за да осъществи и наложи своето надмощие и да поеме управлението над Ню Хейвън. Ню Хейвън е имал и други слабости.
Ръководителите са били бизнесмени и търговци, но те никога не са могли да изградят обширна и печеливша търговия, тъй като тяхната земеделска база е лоша, а и местонахождението е като цяло е изолирано. Обработването на лошата почва на колонията е причината за бедност и обезкуражаване.
Политическата система на Ню Хевън е ограничена само до членове на църквата и отказът да се разшири за външни членове всъщност отчуждава много хора. Все повече и повече се е възприемала едно такова разбиране, че колонията Ню Хейвън е всъщност безнадеждно усилие. Оливър Кромуел препоръчал всички да имигрират за Ирландия или към испанските територии, които той планирал да завладее. Но пуританите на Ню Хейвън са прекалено консервативни и прекалено предани на тяхната нова земя. Един по един през периода 1662-1664 градовете се присъединяват към Кънектикът докато остават само 3, а те се подчиняват на колонията на Кънектикът през 1664.

## Основаване
През 1637 г. група лондонски търговци и техните семейства, смутени от високия църковен англиканизъм около тях, се преместват в Бостън с намерение да създадат ново селище. Водачите са Джон Дейвънпорт, пуритански пастор и Теофилус Итън, заможен търговец, който дарява 3000 лири на начинанието. И двамата имат опит в обзавеждане на плавателни съдове за компанията на Масачусетския залив.
|  | Тази страница частично или изцяло представлява превод на страницата New Haven Colony в Уикипедия на английски. Оригиналният текст, както и този превод, са защитени от Лиценза „Криейтив Комънс – Признание – Споделяне на споделеното“, а за съдържание, създадено преди юни 2009 година – от Лиценза за свободна документация на ГНУ. Прегледайте историята на редакциите на оригиналната страница, както и на преводната страница, за да видите списъка на съавторите. ВАЖНО: Този шаблон се отнася единствено до авторските права върху съдържанието на статията. Добавянето му не отменя изискването да се посочват конкретни източници на твърденията, които да бъдат благонадеждни. |